# Melpignano
Melpignano là một đô thị và thị xã của Ý. Đô thị này thuộc tỉnh Lecce trong vùng Apulia. Melpignano có diện tích 10 km², dân số theo ước tính năm 2008 của Viện thống kê quốc gia Ý là 2.221 người. 